# Donat Johann Heißler von Heitersheim
Nem tévesztendő össze Sigbert Heister (1646–1718) császári tábornaggyal.
Donat Johann Heißler von Heitersheim gróf németül: Donat(us) Johann(es) Graf Heißler von Heitersheim (1648 – Szeged, 1696. szeptember 1.) német lovag, dragonyos kapitány, majd német-római császári hadvezér, báró, majd gróf. A Habsburg Birodalom szolgálatában harcolt Bécs felmentésében, tábornokként, majd tábornagyként részt vett az ezt követő magyarországi törökellenes hadjáratokban, a Thököly-felkelés elleni erdélyi harcokban. Az 1696-os hetényi csatában halálos sebet kapott. Neve többféle írásformában előfordul Donat(us) Johann(es) Heißler / Heissler / Heisler).

## Élete

### Katonai pályafutása
Pfalzi családból származott. Katonai szolgálatát egyszerű dragonyosként kezdte. 1678-ban lovassági kapitányi (Rittmeister) rendfokozatot viselt, ekkor ütötték lovaggá. Az uralkodó később osztrák báróvá (Freiherr), majd gróffá emelte, de a címadományozások pontos időpontja nem ismert. Donat Heißler tábornagy magyarországi birtokszerzései révén a Heissler (Heisler) von Heitersheim család a magyar grófi családok közé is bekerült.
A Savoyai dragonyos ezred egyik kapitányaként 1683-ban részt vett a Bécs ostromára vonuló oszmán haderő elleni harcokban. Az ezred parancsnoka Louis-Jules de Savoie-Carignan lovag (1660–1683) volt, a Savoyai dragonyos ezred parancsnoka, az ifjú Savoyai Jenő herceg bátyja. 1683. július 4-én az ezred Petronell mellett török-tatár csapatokkal vívott ütközetet, a harcban maga az ezredes is elesett. Öccse, Jenő herceg személyesen jelentkezett a Passauba menekült Lipót császárnál, és kérte, hogy átvehesse elesett bátyja ezredét. Az uralkodó azonban Donat Johann von Heißler dragonyos kapitányt léptette elő ezredének parancsnokává. Heissler ezredes dragonyos ezredével több sikeres támadást hajtott végre a Bécset ostromló oszmán haderő utánpótlási vonalai ellen. Jelentős haditetteket hajtott végre a Bécs felmentését eredményező hadjáratban is.
Az 1684-es észak-magyarországi hadjáratban Heissler vereséget mért Thököly Imre csapataira, vereséget mért egy török ezredre Székesfehérvárnál, 1685-ben elfoglalta Vácot, részt vett Arad bevételében, szétvert egy török hadoszlopot, amely erősítést vitt volna Nagyváradra és Gyulára. Ez év szeptember 16-án vezérőrnaggyá (Generalfeldwachtmeister) nevezték ki. A következő hadjáratban (1685–86) Caprara tábornagy hadseregével részt vett Ungvár sikeres és Munkács első, sikertelen ostromában.
1686-ban a Buda ostromát biztosító harcokban vett részt, Caraffa hadseregével. Eger alatt dragonyosai, Petneházy Dávid huszárjaival közös akcióban sikeresen megsemmisítették az egri török lovasságot. Később Heissler Szegednél is vereségeket mért a törökökre.
1688-ban Heissler vezérőrnagy (Generalfeldwachtmeister) Csehországban saját költségén egy új dragonyos ezredet szerelt fel, amelyet hivatalosan 1688. december 20-án állítottak hadrendbe. A Heissler-dragonyos ezredet (Dragoner-Regiment Heissler) számos birodalmi háborúban harcolt, többször átszervezték és átnevezték. 1867-ben az Osztrák–Magyar Monarchia haderejében a Császár nevét viselő cs. és kir. 11. sz. morvaországi dragonyos ezreddé (K.u.k. Mährisches Dragoner-Regiment „Kaiser” Nr. 11) szervezték, az ezred egészen 1918-ig, a Monarchia széthullásáig fennmaradt.
1688-ban Heissler megverte Thököly csapatait a Körösök mentén, és elfoglalta Pozsarevácot. Kitüntette magát Belgrád sikeres ostromában is. 1689. január 4-én a császár altábornaggyá (Feldmarschallleutnant) nevezte ki, és Erdélybe küldte. Részt vett az 1689-es balkáni hadjáratban, csapataival Erdély felől biztosította a fővezér Nissza és Vidin meghódítására irányuló hadműveleteit. Amikor Brankován Konstantin havasalföldi vajda megtagadta az együttműködést a császáriakkal, Heissler altábornagy összes hadi erejével Erdélyből Brassón át betört Havasalföldre, és november 27-én szerződést kényszerített a vajdára, amelyben az vállalta császári csapatok téli elszállásolását, és 100 000 tallér kárpótlás fizetését. Ezután Badeni Lajos őrgróf, fővezér Heisslert nevezte ki az erdélyi császári csapatok főparancsnokává, a Prizrenben elhunyt Piccolomini altábornagy és a Nissza védelmére hátrahagyott Veterani altábornagy helyére.
A következő évben azonban elhagyta a hadi szerencse. 1690. augusztus 21-én a zernyesti csatában Thököly kurucai, és az őket támogató török–tatár hadak vereséget mértek Heissler császári és Teleki Mihály főgenerális erdélyi csapataira. Teleki elesett a harcban, Heissler gróf Thököly fogságába esett.
Fogsága több mint két évig tartott, csak 1692 elején cserélték ki – hosszas tárgyalások után – Thököly feleségére, Zrínyi Ilonára, aki még 1688 januárjában, a munkácsi vár feladásakor esett a császáraik fogságába. Kiszabadulása után, 1692. február 9-én a császár lovassági tábornokká léptette elő. Heissler hadtestével Nagyvárad alá vonult és 1692. június 5-én ostrommal bevette a fontos várat és várost.
1694–95-ben átmenetileg Heissler tábornok látta el (helyettesként) a magyarországi hadak főparancsnoki tisztségét. 1695-ben a főparancsnokságot átadta a Magyarországra érkező I. Frigyes Ágost szász választófejedelemnek. A fiatal és tapasztalatlan fővezér mellé Caprara tábornagyot és Heissler tábornokot helyezték tanácsadóknak. A fővezér, a tanácsadók és a hadtestparancsnokok közötti nézeteltérés 1695-ben a lugosi vereséghez vezetett, ahol elesett Veterani lovassági tábornok, az erdélyi császári haderő parancsnoka is.
1696. május 12-én Heisslert a császár tábornaggyá nevezte ki. Az 1696-os hadjáratban ismét Frigyes Ágost lett a főparancsnok, a két tábornagy, Caprara és Heissler maradt a két főtanácsadó. A Temesvár visszavételére késedelmesen elindított hadjárat azonban – II. Musztafa szultán felmentő haderejének érkezése és ügyes manőverei nyomán – súlyos kudarcba fulladt. 1696. augusztus 26-án a Béga folyó mentén megvívott hetényi csatában Heissler tábornagy – a császáriak teljes vereséget elkerülendő – sikeres lovasrohamot vezetett az oszmán derékhad ellen, de közben súlyosan megsebesült. Öt nappal később, szeptember 1-jén Szegeden meghalt.

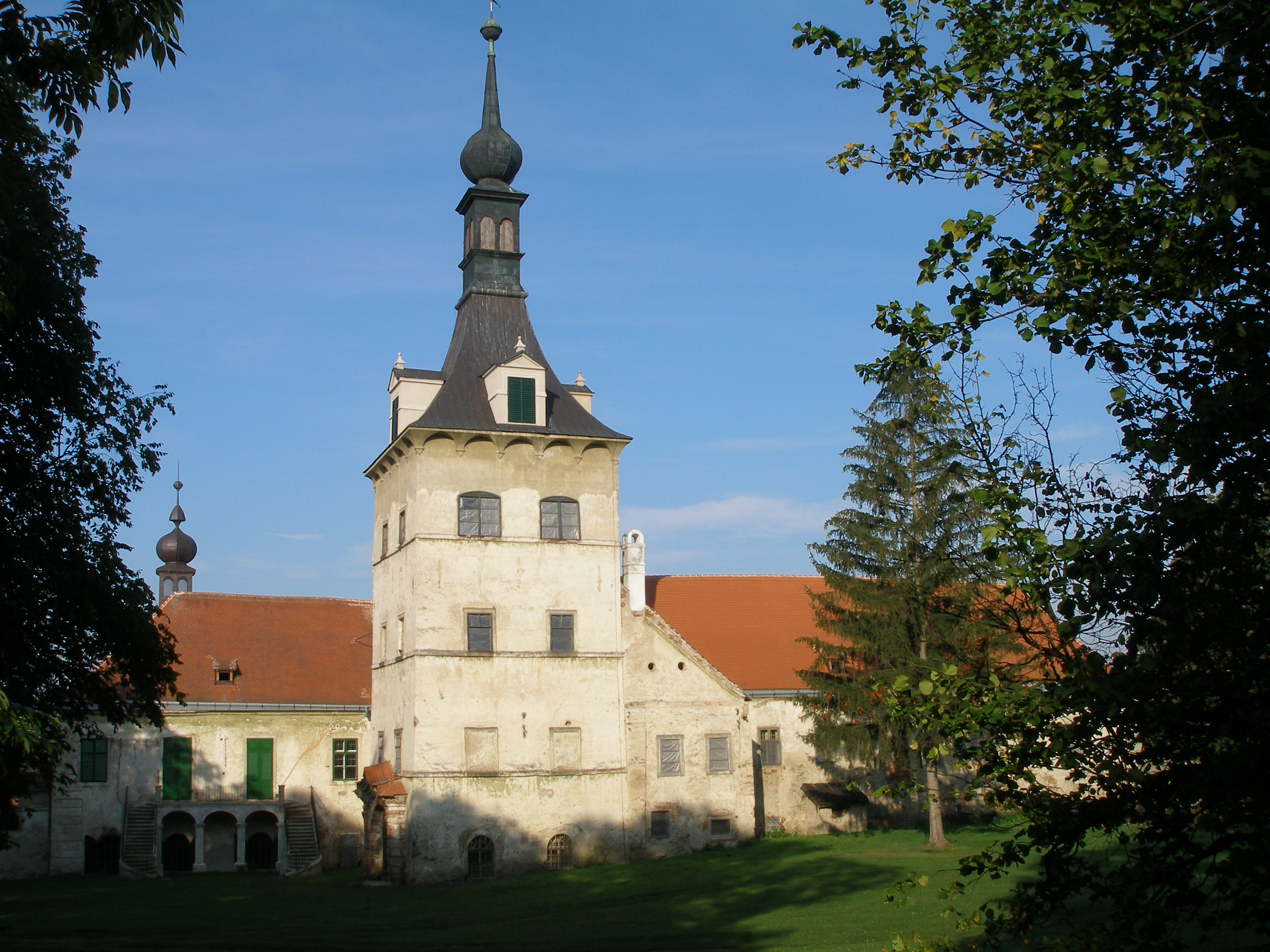
Az ungarschitzi kastély (Uherčice)

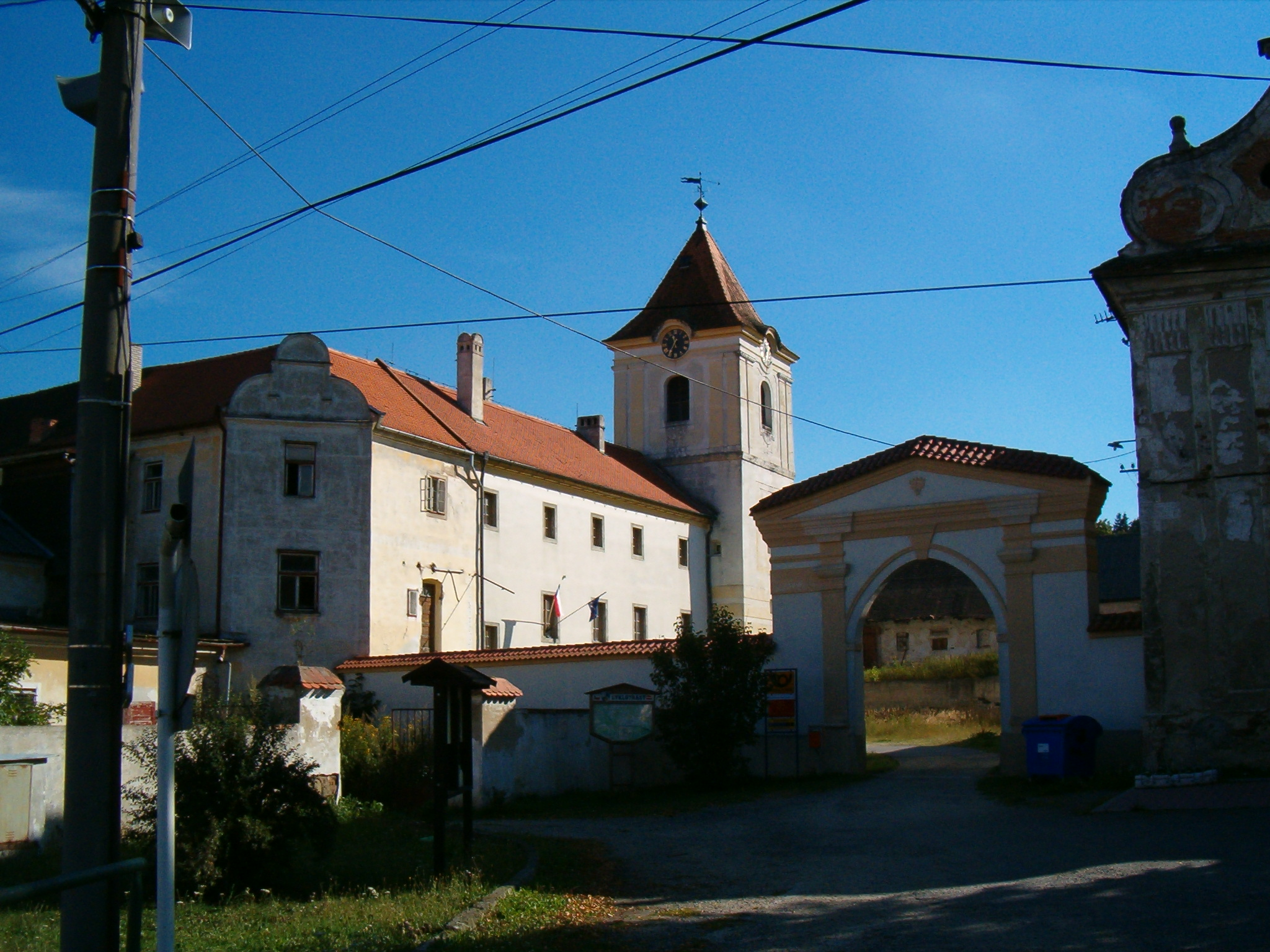
A pieslingi kastély (Písečné)

### Magyarországi és morvaországi birtokai
Fogságból szabadulása után, 1693-ban Heissler gróf tábornagy megvásárolta a morvaországi ungarschitzi kastélyt (ma: Uherčice, Znojmói járás, Csehország). A kastély felújításával és átépítésével Francesco Martinelli olasz építészt (1651–1708), Anton Erhard Martinelli apját bízta meg, akinek munkája nyomán a kastély barokkos külsőt nyert. A kápolna és a 12 díszterem gazdag stukkódíszeit egy svájci–olasz építész, Baldassarre Fontana (1661–1733) készítette.
Ugyanebben az időben vásárolta meg a pieslingi kastélyt is (ma: Písečné, Jindřichův Hradec-i járás, Csehország).
A morvaországi birtokokat a tábornagy halála után fia, Franz-Joseph örökölte, aki további birtokokat is szerzett Cseh- és Morvaországban. 1702-ben megszerezte Qualkowitz községet (neve 1939–45 között Kalkwiesen, mai neve Chvalkovice, Dešná községhez tartozik, a Jindřichův Hradec-i járásban).
A pieslingi kastélyt Franz-Joseph 1731. október 24-én eladta Anton von Hartig grófnak. Az ungarschitzi kastélyt a Heissler-örökösök 1768-ban a Collalto-családnak adták el, akiktől 1945-ben a Beneš-dekrétumok értelmében a csehszlovák állam elkobozta, és női börtönné alakította. A leromlott állagú épület felújítását 2000-ben kezdték meg.
1695-ben Heissler gróf a galántai Esterházy családtól 25 000 forintért megvásárolta a Csepel-szigetet. Halála után, 1698-ban özvegye az egész uradalmat 85 000 forintért eladta Savoyai Jenő herceg-tábornagynak.

### Családja, utódai
Barbara Maria von Rotthal (Rottal) grófnőt vette feleségül. Két fiuk és egy leányuk született:
- Franz-Joseph Heissler von Heitersheim gróf, csehül: Frantisek Josef hrabe Heisler z Heitersheimu (†1753), a morvaországi birtokok örököse Franz-Joseph Heissler gróf a császári Titkos Tanács tagja lett, 1732-től Morvaország királyi bírájává nevezték ki, majd 1748-tól haláláig Morvaország császári adminisztrátora volt.[8]
- Bernhard Heissler von Heitersheim gróf, akit 1705–1709 között a Heissler dragonyos ezred kinevezett parancsnoka volt. (Az ezredet később 11. morva dragonyos ezreddé nevezték át (Mährisches Dragoner-Regiment „Kaiser“ Nr. 11).
- Maria Theresia Heissler von Heitersheim grófnő (†1759. augusztus 14.) feleségül ment Maximilian Joseph Mittrovsky von Mitrowitz grófhoz, Nemyssl bárójához (1709–1782).

Heissler tábornagy özvegye, Barbara Maria Heissler von Heitersheim grófné 1702-ben Millesimo grófjához ment feleségül.
A tábornagy egyik unokája, Johanna Heissler von Heitersheim grófnő 1741-ben feleségül ment a Lotaringiából származó Charles-Joseph-Gabriel de Ville de Canon márkihoz, birodalmi báróhoz, cs.-kir. kamaráshoz, aki vezérőrnagyi majd lovassági tábornoki rangban Debrecen város katonai parancsnoka, és a Mária Terézia-rend birtokosa volt. (De Ville márki született 1705-ben Nancy-ban, elhunyt 1792-ben a morvaországi Reschützben).

## Külső hivatkozások
- Heißler, Donat Johann (Deutsche Biographie) (németül)
- Johann Heißler von Heitersheim (németül)
- Die Schlacht von Olasch (a hetényi csata) (németül)
- A hetényi csata, 1696. augusztus 26.
- Varga J. János A Tiszántúl felszabadítása a török uralom alól. Archiválva 2014. május 17-i dátummal a Wayback Machine-ben
- Az önálló Erdélyi Fejedelemség végnapjai
- Szeged város történelme: A török kiűzésétől a szatmári békéig. 1. Szeged visszavétele